# Dolk (schack)
|   | a | b | c | d | e | f | g | h |   |
| 8 | c8 vit drottning · b7 svart bonde · g7 svart drottning · a6 svart bonde · f6 svart kung · e5 vit löpare · g5 svart bonde · a4 vit bonde · e4 svart löpare · h3 vit bonde · f2 vit bonde · g2 vit bonde · g1 vit kung | c8 vit drottning · b7 svart bonde · g7 svart drottning · a6 svart bonde · f6 svart kung · e5 vit löpare · g5 svart bonde · a4 vit bonde · e4 svart löpare · h3 vit bonde · f2 vit bonde · g2 vit bonde · g1 vit kung | c8 vit drottning · b7 svart bonde · g7 svart drottning · a6 svart bonde · f6 svart kung · e5 vit löpare · g5 svart bonde · a4 vit bonde · e4 svart löpare · h3 vit bonde · f2 vit bonde · g2 vit bonde · g1 vit kung | c8 vit drottning · b7 svart bonde · g7 svart drottning · a6 svart bonde · f6 svart kung · e5 vit löpare · g5 svart bonde · a4 vit bonde · e4 svart löpare · h3 vit bonde · f2 vit bonde · g2 vit bonde · g1 vit kung | c8 vit drottning · b7 svart bonde · g7 svart drottning · a6 svart bonde · f6 svart kung · e5 vit löpare · g5 svart bonde · a4 vit bonde · e4 svart löpare · h3 vit bonde · f2 vit bonde · g2 vit bonde · g1 vit kung | c8 vit drottning · b7 svart bonde · g7 svart drottning · a6 svart bonde · f6 svart kung · e5 vit löpare · g5 svart bonde · a4 vit bonde · e4 svart löpare · h3 vit bonde · f2 vit bonde · g2 vit bonde · g1 vit kung | c8 vit drottning · b7 svart bonde · g7 svart drottning · a6 svart bonde · f6 svart kung · e5 vit löpare · g5 svart bonde · a4 vit bonde · e4 svart löpare · h3 vit bonde · f2 vit bonde · g2 vit bonde · g1 vit kung | c8 vit drottning · b7 svart bonde · g7 svart drottning · a6 svart bonde · f6 svart kung · e5 vit löpare · g5 svart bonde · a4 vit bonde · e4 svart löpare · h3 vit bonde · f2 vit bonde · g2 vit bonde · g1 vit kung | 8 |
| 7 | c8 vit drottning · b7 svart bonde · g7 svart drottning · a6 svart bonde · f6 svart kung · e5 vit löpare · g5 svart bonde · a4 vit bonde · e4 svart löpare · h3 vit bonde · f2 vit bonde · g2 vit bonde · g1 vit kung | c8 vit drottning · b7 svart bonde · g7 svart drottning · a6 svart bonde · f6 svart kung · e5 vit löpare · g5 svart bonde · a4 vit bonde · e4 svart löpare · h3 vit bonde · f2 vit bonde · g2 vit bonde · g1 vit kung | c8 vit drottning · b7 svart bonde · g7 svart drottning · a6 svart bonde · f6 svart kung · e5 vit löpare · g5 svart bonde · a4 vit bonde · e4 svart löpare · h3 vit bonde · f2 vit bonde · g2 vit bonde · g1 vit kung | c8 vit drottning · b7 svart bonde · g7 svart drottning · a6 svart bonde · f6 svart kung · e5 vit löpare · g5 svart bonde · a4 vit bonde · e4 svart löpare · h3 vit bonde · f2 vit bonde · g2 vit bonde · g1 vit kung | c8 vit drottning · b7 svart bonde · g7 svart drottning · a6 svart bonde · f6 svart kung · e5 vit löpare · g5 svart bonde · a4 vit bonde · e4 svart löpare · h3 vit bonde · f2 vit bonde · g2 vit bonde · g1 vit kung | c8 vit drottning · b7 svart bonde · g7 svart drottning · a6 svart bonde · f6 svart kung · e5 vit löpare · g5 svart bonde · a4 vit bonde · e4 svart löpare · h3 vit bonde · f2 vit bonde · g2 vit bonde · g1 vit kung | c8 vit drottning · b7 svart bonde · g7 svart drottning · a6 svart bonde · f6 svart kung · e5 vit löpare · g5 svart bonde · a4 vit bonde · e4 svart löpare · h3 vit bonde · f2 vit bonde · g2 vit bonde · g1 vit kung | c8 vit drottning · b7 svart bonde · g7 svart drottning · a6 svart bonde · f6 svart kung · e5 vit löpare · g5 svart bonde · a4 vit bonde · e4 svart löpare · h3 vit bonde · f2 vit bonde · g2 vit bonde · g1 vit kung | 7 |
| 6 | c8 vit drottning · b7 svart bonde · g7 svart drottning · a6 svart bonde · f6 svart kung · e5 vit löpare · g5 svart bonde · a4 vit bonde · e4 svart löpare · h3 vit bonde · f2 vit bonde · g2 vit bonde · g1 vit kung | c8 vit drottning · b7 svart bonde · g7 svart drottning · a6 svart bonde · f6 svart kung · e5 vit löpare · g5 svart bonde · a4 vit bonde · e4 svart löpare · h3 vit bonde · f2 vit bonde · g2 vit bonde · g1 vit kung | c8 vit drottning · b7 svart bonde · g7 svart drottning · a6 svart bonde · f6 svart kung · e5 vit löpare · g5 svart bonde · a4 vit bonde · e4 svart löpare · h3 vit bonde · f2 vit bonde · g2 vit bonde · g1 vit kung | c8 vit drottning · b7 svart bonde · g7 svart drottning · a6 svart bonde · f6 svart kung · e5 vit löpare · g5 svart bonde · a4 vit bonde · e4 svart löpare · h3 vit bonde · f2 vit bonde · g2 vit bonde · g1 vit kung | c8 vit drottning · b7 svart bonde · g7 svart drottning · a6 svart bonde · f6 svart kung · e5 vit löpare · g5 svart bonde · a4 vit bonde · e4 svart löpare · h3 vit bonde · f2 vit bonde · g2 vit bonde · g1 vit kung | c8 vit drottning · b7 svart bonde · g7 svart drottning · a6 svart bonde · f6 svart kung · e5 vit löpare · g5 svart bonde · a4 vit bonde · e4 svart löpare · h3 vit bonde · f2 vit bonde · g2 vit bonde · g1 vit kung | c8 vit drottning · b7 svart bonde · g7 svart drottning · a6 svart bonde · f6 svart kung · e5 vit löpare · g5 svart bonde · a4 vit bonde · e4 svart löpare · h3 vit bonde · f2 vit bonde · g2 vit bonde · g1 vit kung | c8 vit drottning · b7 svart bonde · g7 svart drottning · a6 svart bonde · f6 svart kung · e5 vit löpare · g5 svart bonde · a4 vit bonde · e4 svart löpare · h3 vit bonde · f2 vit bonde · g2 vit bonde · g1 vit kung | 6 |
| 5 | c8 vit drottning · b7 svart bonde · g7 svart drottning · a6 svart bonde · f6 svart kung · e5 vit löpare · g5 svart bonde · a4 vit bonde · e4 svart löpare · h3 vit bonde · f2 vit bonde · g2 vit bonde · g1 vit kung | c8 vit drottning · b7 svart bonde · g7 svart drottning · a6 svart bonde · f6 svart kung · e5 vit löpare · g5 svart bonde · a4 vit bonde · e4 svart löpare · h3 vit bonde · f2 vit bonde · g2 vit bonde · g1 vit kung | c8 vit drottning · b7 svart bonde · g7 svart drottning · a6 svart bonde · f6 svart kung · e5 vit löpare · g5 svart bonde · a4 vit bonde · e4 svart löpare · h3 vit bonde · f2 vit bonde · g2 vit bonde · g1 vit kung | c8 vit drottning · b7 svart bonde · g7 svart drottning · a6 svart bonde · f6 svart kung · e5 vit löpare · g5 svart bonde · a4 vit bonde · e4 svart löpare · h3 vit bonde · f2 vit bonde · g2 vit bonde · g1 vit kung | c8 vit drottning · b7 svart bonde · g7 svart drottning · a6 svart bonde · f6 svart kung · e5 vit löpare · g5 svart bonde · a4 vit bonde · e4 svart löpare · h3 vit bonde · f2 vit bonde · g2 vit bonde · g1 vit kung | c8 vit drottning · b7 svart bonde · g7 svart drottning · a6 svart bonde · f6 svart kung · e5 vit löpare · g5 svart bonde · a4 vit bonde · e4 svart löpare · h3 vit bonde · f2 vit bonde · g2 vit bonde · g1 vit kung | c8 vit drottning · b7 svart bonde · g7 svart drottning · a6 svart bonde · f6 svart kung · e5 vit löpare · g5 svart bonde · a4 vit bonde · e4 svart löpare · h3 vit bonde · f2 vit bonde · g2 vit bonde · g1 vit kung | c8 vit drottning · b7 svart bonde · g7 svart drottning · a6 svart bonde · f6 svart kung · e5 vit löpare · g5 svart bonde · a4 vit bonde · e4 svart löpare · h3 vit bonde · f2 vit bonde · g2 vit bonde · g1 vit kung | 5 |
| 4 | c8 vit drottning · b7 svart bonde · g7 svart drottning · a6 svart bonde · f6 svart kung · e5 vit löpare · g5 svart bonde · a4 vit bonde · e4 svart löpare · h3 vit bonde · f2 vit bonde · g2 vit bonde · g1 vit kung | c8 vit drottning · b7 svart bonde · g7 svart drottning · a6 svart bonde · f6 svart kung · e5 vit löpare · g5 svart bonde · a4 vit bonde · e4 svart löpare · h3 vit bonde · f2 vit bonde · g2 vit bonde · g1 vit kung | c8 vit drottning · b7 svart bonde · g7 svart drottning · a6 svart bonde · f6 svart kung · e5 vit löpare · g5 svart bonde · a4 vit bonde · e4 svart löpare · h3 vit bonde · f2 vit bonde · g2 vit bonde · g1 vit kung | c8 vit drottning · b7 svart bonde · g7 svart drottning · a6 svart bonde · f6 svart kung · e5 vit löpare · g5 svart bonde · a4 vit bonde · e4 svart löpare · h3 vit bonde · f2 vit bonde · g2 vit bonde · g1 vit kung | c8 vit drottning · b7 svart bonde · g7 svart drottning · a6 svart bonde · f6 svart kung · e5 vit löpare · g5 svart bonde · a4 vit bonde · e4 svart löpare · h3 vit bonde · f2 vit bonde · g2 vit bonde · g1 vit kung | c8 vit drottning · b7 svart bonde · g7 svart drottning · a6 svart bonde · f6 svart kung · e5 vit löpare · g5 svart bonde · a4 vit bonde · e4 svart löpare · h3 vit bonde · f2 vit bonde · g2 vit bonde · g1 vit kung | c8 vit drottning · b7 svart bonde · g7 svart drottning · a6 svart bonde · f6 svart kung · e5 vit löpare · g5 svart bonde · a4 vit bonde · e4 svart löpare · h3 vit bonde · f2 vit bonde · g2 vit bonde · g1 vit kung | c8 vit drottning · b7 svart bonde · g7 svart drottning · a6 svart bonde · f6 svart kung · e5 vit löpare · g5 svart bonde · a4 vit bonde · e4 svart löpare · h3 vit bonde · f2 vit bonde · g2 vit bonde · g1 vit kung | 4 |
| 3 | c8 vit drottning · b7 svart bonde · g7 svart drottning · a6 svart bonde · f6 svart kung · e5 vit löpare · g5 svart bonde · a4 vit bonde · e4 svart löpare · h3 vit bonde · f2 vit bonde · g2 vit bonde · g1 vit kung | c8 vit drottning · b7 svart bonde · g7 svart drottning · a6 svart bonde · f6 svart kung · e5 vit löpare · g5 svart bonde · a4 vit bonde · e4 svart löpare · h3 vit bonde · f2 vit bonde · g2 vit bonde · g1 vit kung | c8 vit drottning · b7 svart bonde · g7 svart drottning · a6 svart bonde · f6 svart kung · e5 vit löpare · g5 svart bonde · a4 vit bonde · e4 svart löpare · h3 vit bonde · f2 vit bonde · g2 vit bonde · g1 vit kung | c8 vit drottning · b7 svart bonde · g7 svart drottning · a6 svart bonde · f6 svart kung · e5 vit löpare · g5 svart bonde · a4 vit bonde · e4 svart löpare · h3 vit bonde · f2 vit bonde · g2 vit bonde · g1 vit kung | c8 vit drottning · b7 svart bonde · g7 svart drottning · a6 svart bonde · f6 svart kung · e5 vit löpare · g5 svart bonde · a4 vit bonde · e4 svart löpare · h3 vit bonde · f2 vit bonde · g2 vit bonde · g1 vit kung | c8 vit drottning · b7 svart bonde · g7 svart drottning · a6 svart bonde · f6 svart kung · e5 vit löpare · g5 svart bonde · a4 vit bonde · e4 svart löpare · h3 vit bonde · f2 vit bonde · g2 vit bonde · g1 vit kung | c8 vit drottning · b7 svart bonde · g7 svart drottning · a6 svart bonde · f6 svart kung · e5 vit löpare · g5 svart bonde · a4 vit bonde · e4 svart löpare · h3 vit bonde · f2 vit bonde · g2 vit bonde · g1 vit kung | c8 vit drottning · b7 svart bonde · g7 svart drottning · a6 svart bonde · f6 svart kung · e5 vit löpare · g5 svart bonde · a4 vit bonde · e4 svart löpare · h3 vit bonde · f2 vit bonde · g2 vit bonde · g1 vit kung | 3 |
| 2 | c8 vit drottning · b7 svart bonde · g7 svart drottning · a6 svart bonde · f6 svart kung · e5 vit löpare · g5 svart bonde · a4 vit bonde · e4 svart löpare · h3 vit bonde · f2 vit bonde · g2 vit bonde · g1 vit kung | c8 vit drottning · b7 svart bonde · g7 svart drottning · a6 svart bonde · f6 svart kung · e5 vit löpare · g5 svart bonde · a4 vit bonde · e4 svart löpare · h3 vit bonde · f2 vit bonde · g2 vit bonde · g1 vit kung | c8 vit drottning · b7 svart bonde · g7 svart drottning · a6 svart bonde · f6 svart kung · e5 vit löpare · g5 svart bonde · a4 vit bonde · e4 svart löpare · h3 vit bonde · f2 vit bonde · g2 vit bonde · g1 vit kung | c8 vit drottning · b7 svart bonde · g7 svart drottning · a6 svart bonde · f6 svart kung · e5 vit löpare · g5 svart bonde · a4 vit bonde · e4 svart löpare · h3 vit bonde · f2 vit bonde · g2 vit bonde · g1 vit kung | c8 vit drottning · b7 svart bonde · g7 svart drottning · a6 svart bonde · f6 svart kung · e5 vit löpare · g5 svart bonde · a4 vit bonde · e4 svart löpare · h3 vit bonde · f2 vit bonde · g2 vit bonde · g1 vit kung | c8 vit drottning · b7 svart bonde · g7 svart drottning · a6 svart bonde · f6 svart kung · e5 vit löpare · g5 svart bonde · a4 vit bonde · e4 svart löpare · h3 vit bonde · f2 vit bonde · g2 vit bonde · g1 vit kung | c8 vit drottning · b7 svart bonde · g7 svart drottning · a6 svart bonde · f6 svart kung · e5 vit löpare · g5 svart bonde · a4 vit bonde · e4 svart löpare · h3 vit bonde · f2 vit bonde · g2 vit bonde · g1 vit kung | c8 vit drottning · b7 svart bonde · g7 svart drottning · a6 svart bonde · f6 svart kung · e5 vit löpare · g5 svart bonde · a4 vit bonde · e4 svart löpare · h3 vit bonde · f2 vit bonde · g2 vit bonde · g1 vit kung | 2 |
| 1 | c8 vit drottning · b7 svart bonde · g7 svart drottning · a6 svart bonde · f6 svart kung · e5 vit löpare · g5 svart bonde · a4 vit bonde · e4 svart löpare · h3 vit bonde · f2 vit bonde · g2 vit bonde · g1 vit kung | c8 vit drottning · b7 svart bonde · g7 svart drottning · a6 svart bonde · f6 svart kung · e5 vit löpare · g5 svart bonde · a4 vit bonde · e4 svart löpare · h3 vit bonde · f2 vit bonde · g2 vit bonde · g1 vit kung | c8 vit drottning · b7 svart bonde · g7 svart drottning · a6 svart bonde · f6 svart kung · e5 vit löpare · g5 svart bonde · a4 vit bonde · e4 svart löpare · h3 vit bonde · f2 vit bonde · g2 vit bonde · g1 vit kung | c8 vit drottning · b7 svart bonde · g7 svart drottning · a6 svart bonde · f6 svart kung · e5 vit löpare · g5 svart bonde · a4 vit bonde · e4 svart löpare · h3 vit bonde · f2 vit bonde · g2 vit bonde · g1 vit kung | c8 vit drottning · b7 svart bonde · g7 svart drottning · a6 svart bonde · f6 svart kung · e5 vit löpare · g5 svart bonde · a4 vit bonde · e4 svart löpare · h3 vit bonde · f2 vit bonde · g2 vit bonde · g1 vit kung | c8 vit drottning · b7 svart bonde · g7 svart drottning · a6 svart bonde · f6 svart kung · e5 vit löpare · g5 svart bonde · a4 vit bonde · e4 svart löpare · h3 vit bonde · f2 vit bonde · g2 vit bonde · g1 vit kung | c8 vit drottning · b7 svart bonde · g7 svart drottning · a6 svart bonde · f6 svart kung · e5 vit löpare · g5 svart bonde · a4 vit bonde · e4 svart löpare · h3 vit bonde · f2 vit bonde · g2 vit bonde · g1 vit kung | c8 vit drottning · b7 svart bonde · g7 svart drottning · a6 svart bonde · f6 svart kung · e5 vit löpare · g5 svart bonde · a4 vit bonde · e4 svart löpare · h3 vit bonde · f2 vit bonde · g2 vit bonde · g1 vit kung | 1 |
|   | a | b | c | d | e | f | g | h |   |

En dolk i schack är ett drag som attackerar en pjäs som står framför en mindre viktig pjäs. Dolken kan beskrivas som en omvänd bindning. En dolk tvingar motståndaren att flytta den värdefullare pjäsen, vilket gör det möjligt att ta den bakomstående pjäsen. Endast långdistanspjäserna (damen, tornet och löparen) har förmågan att dolka.